# Politique en Libye

La libye

La politique en Libye est actuellement très instable, depuis la guerre civile qui a renversé la Jamahiriya arabe libyenne de Mouammar Kadhafi en août 2011. Le Conseil national de transition (CNT), reconnu comme l'autorité étatique en Libye lors de la chute de Kadhafi, a cédé en 2012 la place à une assemblée librement élue, le Congrès général national. Le nouveau régime s'avère cependant incapable de mettre en place des institutions stables, alors que les différentes milices issues de la révolution continuent de s'arroger un pouvoir de fait et que le pays reste en proie à la violence. À partir de 2014, deux gouvernements, l'un se réclamant toujours du Congrès général national et l'autre de la Chambre des représentants élue en juin de la même année, se disputent la légitimité ; la Libye sombre dans une nouvelle guerre civile. Un gouvernement d'union nationale est formé en mars 2016 avec le soutien de l'ONU et tente ensuite d'imposer son autorité.

## Historique

### Avant l'indépendance
La Libye n'accède au statut d'État indépendant qu'en 1951 (avec une population d'environ un million d'habitants, pour sept millions vers 2025) : avant cette date, le pays est successivement un territoire de l'Empire ottoman, puis une colonie du royaume d'Italie. Sous les Ottomans, le gouvernement de la régence de Tripoli est assuré par un pacha, assisté d'un divan (conseil de gouvernement) composé d'officiers expérimentés. Les Janissaires et les dynasties locales exercent une forte influence.
En 1771, Ahmad, chef de la famille Karamanli, s'empare du pouvoir avec le soutien d'un mouvement populaire et du divan de Tripoli; il finit par être reconnu par le gouvernement de Constantinople. La famille Karamanli gouverne le territoire de l'actuelle Libye avec une grande autonomie, jusqu'en 1835, date à laquelle l'Empire ottoman dépose la dynastie et reprend le contrôle direct de la régence. L'administration est réorganisée, sous les ordres d'un Wali, lui-même aidé d'un commandant des troupes, d'un intendant aux finances, et de cinq responsables de Sandjaks sous les ordres directs de l'administration centrale. Le gouvernement ottoman doit cependant affronter l'opposition de divers mouvements tribaux et religieux, dont celui de la confrérie de la famille Al-Sanoussi.
En 1911, la régence est conquise par les troupes italiennes au cours de la guerre italo-turque. La Tripolitaine et la Cyrénaïque sont décrétées parties intégrantes du royaume d'Italie. Dans les années suivantes, les Italiens hésitent quant au statut de la Libye italienne : deux protectorats autonomes, la République de Tripolitaine et l'Émirat de Cyrénaïque (ce dernier étant sous l'autorité des Sanussi), sont proclamés en son sein en 1918 et 1919, mais dès 1922, les Italiens reprennent le contrôle direct des territoires libyens. Dans les années 1920, Benito Mussolini renforce l'orientation coloniale du régime; les indigènes reçoivent en 1927 un nouveau statut, celui de la « citoyenneté italienne libyque ».
Italo Balbo, nommé en 1934 gouverneur général, réorganise la Libye italienne en la dotant d'une administration unifiée et en relançant l'implantation de colons. Les villages coloniaux sont chacun dotés d'une Casa del fascio (Maison du faisceau), représentation locale du Parti national fasciste, le parti unique alors au pouvoir en Italie.

### Formation de l'État libyen
Après l'éviction des Italiens durant la Seconde Guerre mondiale, le territoire de la Libye est divisée en deux parties : l'une (Tripolitaine et Cyrénaïque) administrée par les Britanniques et l'autre (Fezzan) par les Français. Divers partis politiques se forment sur le territoire libyen, principalement en Cyrénaïque. En novembre 1947, l'émir Idris, chef de la famille Sanussi, rangé aux côtés des Alliés durant la guerre, revient définitivement se fixer en Cyrénaïque ; il ordonne rapidement aux deux partis politiques existant en Cyrénaïque, le Front national et le Comité Omar al-Muktar, de fusionner au sein d'un parti unique, le Congrès national, officiellement fondé le 10 janvier 1948. En Tripolitaine, divers partis politiques s'organisent et doivent se décider sur le futur avenir national de la Libye : soit un mandat international confié à l'Italie, ancienne puissance coloniale, soit une monarchie confiée à l'émir Idris, soit une nouvelle République Tripolitaine. La première solution est rejetée par la population, son annonce provoquant des manifestations de rue à Tripoli, tandis que la seconde a les faveurs des occupants britanniques. Le 1er mars 1949, l'émir Idris proclame l'indépendance de l'Émirat de Cyrénaïque, recevant ensuite le soutien des Britanniques.
Le 21 novembre 1949 de la même année, l'Assemblée générale des Nations unies vote une résolution stipulant que la Libye devra devenir un État unifié, indépendant et souverain avant le 1er janvier 1952,.
Après un processus laborieux, un comité préparatoire de 21 membres (7 pour chaque région du pays) est formé le 25 juillet 1950 et chargé de baliser le terrain pour former une Assemblée nationale. Celle-ci se réunit en novembre et offre la couronne de Libye à Idris, les étapes suivantes étant la formation d'un gouvernement et la rédaction d'une constitution. Le 8 mars 1951, le premier gouvernement libyen, présidé par Mahmud al-Muntasser, est formé avec l'accord du roi. La constitution, espère la proclamation d'un royaume fédéral, est adoptée le 7 octobre. Le roi, dont la personne est inviolable et irresponsable, nomme les ministres. Le parlement se compose de deux chambres; la Chambre des députés, composée de 35 représentants de la Tripolitaine, 15 de la Cyrénaïque et 5 du Fezzan et le Sénat, dont les 24 membres sont pour moitié élus et pour moitié nommés par le roi. Chacune des trois provinces dispose d'un vali nommé par le roi, d'une assemblée législative et d'un conseil exécutif de 8 ministres. Une cour suprême fédérale arbitre les conflits entre les wilayas et le pouvoir fédéral. Le 24 décembre, l'indépendance du Royaume uni de Libye est officiellement proclamée.

### Période monarchique
L'unité nationale de la Libye demeure cependant très imparfaite, du fait des divisions entre provinces. Le 19 mai 1951, la première visite à Tripoli du futur roi Idris n'a déclenché que peu d'enthousiasme dans la population. Deux mois après l'indépendance de la Libye, le pays doit affronter une crise politique sérieuse : lors de ses premières élections libres et multipartites, le 19 février 1952. Le Congrès national tripolitain, dirigé par Béchir Saadawi, remporte en effet les élections à Tripoli, mais partout ailleurs la victoire revient aux candidats gouvernementaux. L'opposition crie alors à la fraude et des manifestations tournent à l'émeute : si les troubles ne sont que superficiels, le gouvernement en profite pour expulser Béchir Saadawi, privant ainsi la Libye d'une figure politique d'envergure, et pour dissoudre tous les partis politiques,,.
Désormais dépourvue de réelle vie politique intérieure, la monarchie libyenne est de surcroît troublée par un problème dynastique. Le 5 octobre 1954, un cousin du roi, Cherif Muhi el-Din, assassine le conseiller royal Ibrahim Chelhi. Le meurtrier est condamné à mort et exécuté : cet épisode a de lourdes conséquences politiques, car le roi prive de droits dynastiques toute une partie de la famille royale, jugée trop liée au condamné. Le souverain, vieillissant et sans héritier direct, délaisse progressivement Benghazi pour s'installer à Tobrouk, qu'il ne quitte plus qu'à de rares occasions. Si la personne du roi, homme pieux et sans affectation, demeure respectée, le poids politique de la famille royale et son emprise sur la vie politique s'en trouvent réduits. Un malaise s'installe entre Idris Ier et ses plus fidèles soutiens en Cyrénaïque.
En 1959, l'économie de la Libye est bouleversée par la découverte de puits de pétrole. Il apparaît alors nécessaire, pour répartir les nouvelles richesses pétrolières, d'unifier le pays en mettant un terme au fédéralisme. C'est d'autant plus souhaitable qu'au début des années 1960, malgré les ressources tirées du « boom pétrolier », les inégalités sociales demeurent fortes en Libye et le mécontentement s'accroît, entretenu par les partisans des Frères musulmans, du Parti Baas ou du nassérisme. Une grève générale a lieu le 10 septembre 1961, entraînant une série d'arrestations et de condamnations. Le 25 avril 1963, une nouvelle Constitution est promulguée : la structure fédérale est abandonnée, le pays prenant le nouveau nom de royaume de Libye. Les assemblées et les gouvernements provinciaux disparaissent, et les vali deviennent de simples préfets. La réforme vise à moderniser l'administration économique du pays, ainsi qu'à réduire le poids politique des Tripolitains, qui demeurent considérés avec méfiance par le gouvernement royal. Le gouvernement s'appuie sur les idées du nationalisme arabe pour renforcer l'unité nationale du pays. L'adoption d'une nouvelle administration centralisée ne change cependant pas les structures sociales de la Libye dont la vie politique, faute de partis politiques, demeure centrée sur les structures familiales et tribales.
Le facteur tribal demeure notamment le principal facteur de désignation des responsables, primant sur la compétence et le mérite. Par le terme « tribu », les Libyens désignent un groupe se reconnaissant dans l'appartenance commune à un ancêtre éponyme, dont ils descendent par une filiation fondée sur l'ascendance paternelle. La tribu, en tant que groupe, constitue un espace de solidarité et de médiation. Le représentant du groupe, qui porte le titre de cheikh, appartient généralement à une famille qui se transmet le titre de père en fils et dispose d'un rôle de représentation et d'une autorité morale. Sur le plan politique, il est l'interlocuteur privilégié du pouvoir central. Cette structure tribale, particulièrement forte en Cyrénaïque, est l'héritière du mode de vie des bédouins, mais n'a plus grand-chose de commun avec la société antérieure à la colonisation italienne, alors marquée par le nomadisme. Pilier de tous les pouvoirs centraux pour administrer le pays, les tribus sont, depuis le XXe siècle, essentiellement urbaines. Sous la monarchie, les représentants des tribus de Cyrénaïque tiennent une place prépondérante au sein du pouvoir central, surclassant les tribus de Tripolitaine dont le poids démographique est pourtant supérieur. Cette inégalité contribue à susciter la rancœur des Tripolitains envers la monarchie.
Le gouvernement tente de remédier au mécontentement par une série de grands travaux, mais les tensions sociales demeurent vives et sont particulièrement soulignées par l'agitation populaire au moment de la guerre des Six Jours.

### Le régime de Kadhafi
Dans la nuit du 31 août au 1er septembre 1969, le mouvement des « officiers unionistes libres », dirigé notamment par le jeune officier Mouammar Kadhafi, réalise un coup d'État, renversant la monarchie et proclamant la république. Le 11 décembre 1969, une « proclamation constitutionnelle », fortement influencée par les principes du nationalisme arabe, du panarabisme et du socialisme arabe, fixe le mode de gouvernement de la République arabe libyenne. Le pouvoir exécutif est confié au Conseil de commandement de la révolution (CCR), son président Mouammar Kadhafi étant chef de l'État; le CCR compte parmi ses prérogatives la nomination du Conseil des ministres. Le 16 janvier 1970, Kadhafi devient lui-même Premier ministre, cumulant les postes de chef de l'État (en tant que président du CCR) et de chef du gouvernement. Cinq des douze membres du CCR sont nommés à des postes ministériels, mais Kadhafi semble avoir surtout cherché à les isoler ainsi de l'armée, où se situent les vrais enjeux du pouvoir. Le 11 juin 1971, un parti unique, l'Union socialiste arabe, calqué sur le parti égyptien du même nom, est fondé, pour canaliser la « mobilisation révolutionnaire » souhaitée par le régime, qui s'inspire alors largement de la politique suivie en Égypte par Gamal Abdel Nasser, tout en s'en distinguant par une identité musulmane fortement revendiquée. Le régime de Kadhafi se signale également par un panarabisme militant, mêlé de panafricanisme>.
Dans l'optique panarabe et panafricaine, une charte commune est signée dès décembre 1969 avec l'Égypte et le Soudan. En 1971, la République arabe libyenne officialise sa fusion avec l'Égypte et la Syrie, au sein d'une fédération du nom d'Union des Républiques arabes. Approuvée par référendum dans les trois pays, le projet tourne néanmoins court dans les faits, malgré le volontarisme de Kadhafi : le président égyptien Anouar el-Sadate, inquiet des surenchères de son jeune homologue libyen, choisit de s'éloigner de la fédération qui devient rapidement une coquille vide tout en continuant d'exister sur le papier. De nombreuses autres tentatives d'union avec des pays arabes et africains, notamment avec la Tunisie en 1974, tournent également court dans les années suivantes.
Au début de 1973, Mouammar Kadhafi est confronté à une situation d'échec sur les plans extérieur et intérieur : ses projets d'union panarabe ont avorté et l'appareil administratif, de même que certains membres du CCR, continuent de lui opposer une résistance. Kadhafi annonce son intention de démissionner mais, le 15 avril 1973, il prononce un discours dans lequel il passe au contraire à la contre-offensive, rejetant la légitimité institutionnelle de l'appareil révolutionnaire et appelant les « masses populaires » à « monter à l'assaut de l'appareil administratif ». La « subversion » interne et externe devient progressivement le mode d'action privilégié de Kadhafi. Au cours des années 1970, il lance un long processus d'« assaut » (zahf) des institutions, que les citoyens sont invités à contrôler, sans autres intermédiaires que des congrès et des comités théoriquement censés les représenter. Kadhafi publie en 1975 la première partie de son Livre vert, bref ouvrage doctrinal fixant les bases de sa doctrine personnelle, la « troisième théorie universelle », et dans lequel il expose les principes d'une forme de démocratie directe dont il prône l'instauration en lieu et place de la démocratie parlementaire. Le 5 janvier 1976, un Congrès général du peuple est formé pour constituer le nouveau parlement monocaméral. Le 2 mars 1977, le Congrès général du peuple, réuni pour la seconde fois, proclame « l'avènement du Pouvoir du Peuple » et l'instauration de la démocratie directe en Libye. Plus aucun parti politique n'est autorisé (toute forme de contribution à l'activité d'un parti étant punie de mort) et la « Déclaration sur l'avènement du pouvoir du peuple » fait désormais office de constitution. Le mode de gouvernement est officiellement exercé directement par le peuple libyen, via des Congrès populaires, eux-mêmes représentés par les Comités populaires, qui ont pour rôle officiel de transmettre les desiderata du peuple au Congrès général du peuple. Le pouvoir exécutif est désormais détenu par le Secrétariat général du Congrès général du peuple, dont les membres font également partie du Comité populaire général, qui fait office de gouvernement. La fonction de chef de l'État est désormais détenue par le Secrétaire général du Congrès général du peuple : Mouammar Kadhafi détient lui-même ce poste jusqu'en 1979; il se détache ensuite officiellement de toute responsabilité et n'exerce plus aucune fonction officielle, tout en demeurant aux commandes de l'État libyen. À partir de 1980, il est désigné du titre de « Guide de la révolution ». Dès la fin de 1977, des Comités révolutionnaires sont créés pour prendre en main le fonctionnement des Comités populaires dont ils « animent » les séances et, à partir de 1979, sélectionnent les délégués.
Le régime de Mouammar Kadhafi connaît avec le temps diverses réformes, parfois présentées sans souci apparent de cohérence entre elles et entretenant la confusion quant aux réelles attributions des pouvoirs publics. Bien que n'exerçant aucune fonction officielle, Kadhafi dirige dans les faits les travaux du Congrès général du peuple qu'il ne fait officiellement que « conseiller ». Les décisions politiques sont prises dans des conditions arbitraires, par Kadhafi lui-même ainsi que par son entourage familial et tribal. S'appuyant sur les tribus, entre lesquelles il s'efforce de maintenir un certain équilibre pour conserver leur soutien, Kadhafi demeure le maître absolu de la Libye par-delà la confusion institutionnelle qu'il entretient parfois sciemment. Le chercheur Antoine Basbous résume la stratégie de politique intérieure de Kadhafi par une volonté d'« instaurer un maquis institutionnel indéchiffrable pour l'étranger et lui permettant de verrouiller le système et de privatiser pour l'éternité la Libye à son seul profit ». Sortie du système tribal, la société civile demeure particulièrement faible et peu structurée en Libye, où ne peut se développer aucune opposition politique efficace.
À la fin des années 1980, la Libye tente de résoudre les problèmes nés de son isolement international par une certaine libéralisation économique et une relative ouverture politique. Mais la politique d'ouverture ne dure pas et les prisons sont vite regarnies par de nouveaux prisonniers politiques, notamment islamistes. Les réformes administratives annoncées au début des années 1990 s'avèrent cependant inapplicables, ou demeurent tout simplement lettre morte. Tout en se réclamant constamment de l'islam, Kadhafi propose par ailleurs de la religion musulmane et des questions de société une lecture très personnelle, souvent progressiste, voire iconoclaste. Néanmoins, en 1994, pour se prémunir d'une contestation de son régime au nom de principes religieux, il proclame l'application de la charia en Libye.
À la fin des années 1990 et au début des années 2000, la Jamahiriya parvient à sortir de son isolement international. Acteur de l'ouverture diplomatique à la tête de la Fondation Kadhafi, Saïf al-Islam Kadhafi se fait également l'avocat de réformes politiques intérieures. Tentant de se positionner en successeur potentiel de son père, qui lui accorde un soutien aléatoire, il doit cependant faire face à d'importantes résistances au sein de l'élite conservatrice du régime. Au début des années 2000, la Libye n'a toujours pas de représentants librement élus, ni de véritable constitution, ni d'instrument de contrôle de l'utilisation des fonds publics, ni de système juridique équitable.

### Chute de Kadhafi
En février 2011, dans le contexte du « Printemps arabe », des mouvements de protestation éclatent en Libye. Violemment réprimés par les forces armées, ils dégénèrent en véritable insurrection. Le soulèvement de Benghazi aboutit à faire passer la plus grande ville de l'est du pays dans le camp de la rébellion. Le 24 février 2011, les principaux chefs de l'opposition, d'anciens officiers militaires, des chefs tribaux, des universitaires et des hommes d'affaires se réunissent à El Beïda; ils constituent trois jours plus tard un Conseil national de transition (CNT) sous la présidence de Moustapha Abdel Jalil, ancien ministre de la justice de la Jamahiriya. Le 23 mars, le Conseil établit un Comité exécutif, présidé par Mahmoud Jibril, pour faire office de gouvernement de transition. Le CNT annonce l'évolution de la Libye vers la démocratie et le multipartisme. Au fil des mois, alors que la guerre civile fait rage dans le pays, le CNT est progressivement reconnu à travers le monde comme le gouvernement légitime de la Libye. La formation de nouveaux partis politiques est annoncée à partir de l'été 2011, comme le Parti de la nouvelle Libye, ou le Mouvement socialiste libyen; Abdessalam Jalloud, ancien numéro deux de Kadhafi, annonce pour sa part la création d'un «Parti de la Justice et de la liberté de la patrie».
En août 2011, le CNT rend public un calendrier de transition démocratique prévoyant, dans un délai de huit mois, l’élection d’une « Conférence nationale », faisant office d'assemblée nationale de transition et comportant 200 membres, destinée à devenir la représentation légitime du peuple libyen. Le CNT s'engage quant à lui à quitter le pouvoir dès la première session de cette assemblée. L'assemblée devra désigner un nouveau gouvernement et instituer un comité chargé de rédiger une nouvelle constitution, laquelle devra être soumise à référendum. Une « déclaration constitutionnelle provisoire », adoptée le 3 août, définit la Libye comme « un État démocratique indépendant où tous les pouvoirs dépendent du peuple » et prévoit de garantir le pluralisme politique et religieux, tout en fondant la législation sur la charia.

### Échec de la transition démocratique et écroulement de l'État libyen
Le 24 octobre 2011, après la mort du colonel Kadhafi et la proclamation de la « libération » totale de la Libye, le président du CNT Moustafa Abdeljalil annonce lors d'un discours que la charia constituera la base de la législation libyenne. Il déclare : « Nous avons adopté la charia comme loi essentielle et toute loi qui violerait la charia est légalement nulle et non avenue », citant la loi sur le divorce et le mariage qui, sous le régime de Kadhafi, restreignait le nombre d'épouses, laquelle n'est selon lui « plus en vigueur » car contraire à la charia. Ces déclarations provoquent l'inquiétude de l'Union européenne et des États-Unis vis-à-vis du respect des droits de l'homme, et sont vivement contestées par certaines organisations politiques libyennes. Pour apaiser la polémique, Moustafa Abdeljalil déclare : « Je veux rassurer la communauté internationale, nous sommes des Libyens musulmans modérés… L’exemple de [la révision] des lois du mariage et du divorce [restauration de la polygamie] n’est qu’un simple exemple ». Pour le chercheur Saïd Haddad, Moustafa Abdeljalil a surtout visé à se positionner politiquement dans un contexte de transition et à donner des gages aux islamistes qui ont rallié la révolution : « avec la constitution prochaine du gouvernement de transition, une sorte de compétition s'est mise en place pour se placer politiquement. Chez certains conservateurs, le durcissement sémantique peut permettre de faire oublier qu'ils ont servi pendant très longtemps le régime libyen ». Le chercheur Baudoin Dupret souligne que la Libye reste un pays « très conservateur et tribal. Les dernières décennies de dictature n'ont pas amené les habitants à débattre et à s'ouvrir sur le monde ».
Le 24 novembre, Abdel Rahim Al-Kib remplace Mahmoud Jibril, démissionnaire depuis un mois, à la tête d'un nouveau gouvernement de transition, réservant au moins deux ministères régaliens aux ex-rebelles ayant combattu le régime de Kadhafi. En décembre 2011, la situation de la Libye reste instable, du fait de la prolifération des armes à travers le pays et du poids des milices constituées durant la guerre civile auxquelles le CNT peine à imposer son autorité. Le 6 mars 2012, des chefs de tribus et de milices proclament à Benghazi l'autonomie de la Cyrénaïque, région riche en pétrole. Des affrontements éclatent ensuite entre partisans et adversaires d'une solution fédérale pour la Libye, faisant plusieurs morts.
Alors que les partis politiques étaient interdits sous Kadhafi, plus de cent formations apparaissent en Libye dans les mois qui suivent la chute de ce dernier, notamment le Parti de la justice et de la construction, parti islamiste proche des Frères musulmans, l'Alliance des forces nationales (libérale) de l'ancien dirigeant du CNT Mahmoud Jibril. Le 7 juillet 2012, la Libye organise une élection législative libre pour former le Congrès général national (CGN), une assemblée de 200 membres : les islamistes font figure de grands perdants du premier scrutin tandis que l'avantage revient aux libéraux. Censé initialement rédiger une constitution pour la Libye, le Congrès général national s'est cependant vu retirer ce rôle par le CNT, afin de ne pas susciter l'hostilité des autonomistes : l'élection d'une assemblée constituante est prévue ultérieurement. Le 8 août, le Conseil national de transition transmet le pouvoir au CGN. Mohamed Youssef el-Megaryef, islamiste modéré et opposant de longue date à Kadhafi, est élu en président de l'assemblée, ce qui fait de lui le chef de l'État par intérim ; en octobre, le diplomate Ali Zeidan, ancien porte-parole du CNT, devient chef du gouvernement.
En mai 2013, sous la pression des milices révolutionnaires, le parlement adopte une loi de « bannissement politique », qui exclut de toute fonction officielle les personnes ayant occupé des responsabilités, à un moment ou à un autre, sous le régime de Kadhafi. Cette loi frappe de fait une grande partie des dirigeants libyens, privant le pays de nombreux cadres expérimentés. Mohamed Youssef el-Megaryef, qui avait été ambassadeur sous Kadhafi avant de rejoindre la dissidence, est contraint à la démission. Les islamistes du Parti de la justice et de la construction et les libéraux de l'Alliance des forces nationales s'abstiennent ensuite de présenter des candidats à sa succession, ce qui permet l'élection de l'indépendant Nouri Bousahmein à la présidence du GNC. Le premier ministre Ali Zeidan a quant à lui de grandes difficultés à s'imposer face aux divers chefs de milices, qui tiennent notamment les champs pétroliers de Cyrénaïque, avec le soutien des tribus. Les travaux du comité chargé d'organiser la formation d'une assemblée qui sera chargée de rédiger la constitution du pays avancent lentement : ce n'est qu'à l'automne 2013 que les candidats à la future élection de l'assemblée constituante peuvent commencer à s'enregistrer. En novembre 2013, des rebelles autonomistes proclament en Cyrénaïque un gouvernement, dénonçant celui de Tripoli qu'ils disent contrôlé par les islamistes. Le 20 février 2014, les Libyens élisent leur assemblée constituante, alors que la violence persiste dans le pays.
Bien que minoritaires au Congrès général national, les islamistes gagnent en influence et accaparent de plus en plus de pouvoir. Leur adversaire, le premier ministre Ali Zeidan - qui n'a jamais réussi à affirmer l'autorité de son gouvernement dans un pays de plus en plus instable et rongé par la violence - finit par être démis en mars 2014 par un vote du GNC. Abdallah al-Thani est chargé de former un nouveau gouvernement, tandis que les islamistes apparaissent maîtres du jeu,. L'assemblée constituante tient sa première session le 21 avril, à El Beïda, et lance un calendrier pour la rédaction de la constitution. La construction d'un État de droit dans une Libye privée d'autorité centrale forte apparaît cependant de plus en plus difficile.
L'élection de la Chambre des représentants, le nouveau parlement monocaméral destiné à remplacer le CGN, est décidée pour le mois de juin 2014. Entretemps, le Congrès général national élit Ahmed Miitig au poste de premier ministre, mais les groupes armés autonomistes de Cyrénaïque annoncent qu'ils refusent de reconnaître ce gouvernement. Le général Khalifa Haftar, chef d'état-major de l'Armée nationale libyenne, défie quant à lui le Congrès général national dominé par les islamistes, dont il exige la dissolution.
Alors que la vie politique de la Libye reste marquée par la violence, l'instabilité gouvernementale et l'absence de toute autorité étatique forte, les élections législatives de juin sont marquées par une forte abstention : seuls 18 % des électeurs se déplacent. À l'issue du scrutin, les islamistes sont nettement minoritaires,.
L'instabilité persiste au point qu'après le scrutin, la passation de pouvoir entre le Congrès général national et la nouvelle Chambre des représentants est annulée : le nouveau parlement, boycotté par les élus islamistes et présidé par Aguila Salah Issa, tient début août sa session inaugurale à Tobrouk pour s'éloigner de Tripoli gangrénée par la violence. Au regard du chaos ambiant, certains hommes politiques et responsables tribaux évoquent la possibilité d'une restauration monarchique. Fin août, la coalition islamiste « Aube de la Libye » (Fajr Libya) prend le contrôle de Tripoli et reforme le Congrès général national : Nouri Bousahmein est réélu au poste de président du CGN tandis que Omar al-Hassi forme un nouveau gouvernement,.
Le gouvernement de Tobrouk, dirigé par Abdullah al-Thani et celui de Tripoli, dirigé par al-Hassi puis par Khalifa al-Ghowel, se disputent ensuite le pouvoir, en même temps que le contrôle des gisements de pétrole.
En novembre 2014, la Cour suprême, après un recours déposé par un député islamiste, invalide l'élection de la Chambre des représentants : le Parlement de Tobrouk refuse de se soumettre à cette décision, qu'il dit avoir été prise sous la menace des armes. Le gouvernement de Tobrouk demeure en outre le seul à être reconnu par la communauté internationale.
La Libye, en plein chaos politique, est par ailleurs confrontée à l'implantation sur son sol de l'État islamique, notamment à Derna et à Syrte,.

### Formation de gouvernements d'union nationale en 2016 et 2021
En octobre 2015, un gouvernement d'unité nationale rassemblant les deux factions rivales est annoncé, à la suite des négociations menées sous l'égide de Bernardino Leon, chef de l'UNSMIL, la mission de l'ONU en Libye. Néanmoins, les noms des futurs dirigeants suscitent des critiques. Les mois suivants, les représentants des deux parlements s'entendent pour signer un accord, sans pour autant qu'une échéance claire soit fixée quant à sa mise en œuvre.
Le 12 mars 2016 Fayez el-Sarraj, avec le soutien de la communauté internationale, forme officiellement à Tunis un gouvernement « d'union nationale ». Bien que rejeté par les parlements de Tripoli et de Tobrouk, le gouvernement s'installe à Tripoli à la fin du mois, obtient un soutien de la majorité des parlementaires de Tobrouk, et s'installe progressivement en prenant le contrôle de divers ministères.
Le 5 janvier 2021, les différentes parties du conflit en Libye s'accordent lors du Forum de dialogue politique parrainé par l'ONU sur un nouveau conseil présidentiel dirigé par Mohamed Menfi et un nouveau gouvernement dirigé par Abdulhamid Dbeibeh afin d'organiser une élection présidentielle et des élections législatives le 24 décembre 2021. Cependant le 21 septembre 2021, la Chambre des représentants vote une motion de censure par 81 voix pour sur les 113 députés présents. Le pays est de nouveau divisé en deux gouvernements : celui de Abdel Hamid Dbeibah, reconnu par la communauté internationale et le gouvernement de stabilité nationale à l’Est, dirigé par Fathi Bachagha puis Oussama Hammad, soutenus par l'Armée nationale libyenne de Khalifa Haftar qui contrôle les trois quarts du pays.

## Participation aux organisations internationales
La Libye est membre des organisations suivantes :
- Organisations politiques :
  - la Ligue arabe,
  - l'Union du Maghreb arabe,
  - l'Union africaine,
  - la Grande zone arabe de libre-échange,
  - la Commission économique pour l'Afrique,
  - l'Organisation des Nations unies
    - plusieurs des agences et programmes de l'ONU :
      - l'Organisation des Nations unies pour l'alimentation et l'agriculture,
      - l'Organisation des Nations unies pour l'éducation, la science et la culture (ONUESC/UNESCO),
      - l'Organisation des Nations unies pour le développement industriel (ONUDI),
      - Programme des Nations unies pour les établissements humains

    - une mission de l'ONU :
      - la MONUC

  - le Groupe des 77,
  - le Mouvement des non-alignés,
  - l'Organisation de la coopération islamique ;
- Organisations économiques, financières, de commerce :
  - la Banque africaine de développement,
  - la Banque internationale pour la reconstruction et le développement,
  - la Banque islamique de développement,
  - le Fonds international de développement agricole,
  - la Société financière internationale,
  - le Fonds monétaire international,
  - la Conférence des Nations unies sur le commerce et le développement,
  - l'Organisation des pays arabes exportateurs de pétrole,
  - l'Organisation des pays exportateurs de pétrole ;
- Santé, humanitaire, travail :
  - le Mouvement international de la Croix-Rouge et du Croissant-Rouge,
  - l'Organisation internationale du travail,
- l'Organisation mondiale de la santé,
  - la Fédération syndicale mondiale ;
- Transports et tourisme :
  - l'Organisation de l'aviation civile internationale,
  - l'Organisation mondiale du tourisme,
  - l'Organisation maritime internationale ;
- Énergie, sciences :
  - l'Organisation météorologique mondiale,
  - l'Agence internationale de l'énergie atomique ;
- Autres :
  - l'Association internationale de développement,
  - Intelsat,
  - Interpol,
  - le Comité international olympique,
  - l'Organisation internationale de normalisation,
  - l'Union internationale des télécommunications,
  - la Cour permanente d'arbitrage,
  - l'Union postale universelle,
  - l'Organisation mondiale des douanes,
  - l'Organisation mondiale de la propriété intellectuelle.